# Haine Rammsteiner
Haine Rammsteiner (ハイネ・ラムシュタイナー Haine Ramushutainā?) (Seiyū: Sakurai Takahiro) es el protagonista principal de Dogs y es quien tiene mayor relevancia en la trama.

## Descripción
Haine es albino, por lo que tiene el cabello blanco y los ojos rojos. Casi siempre viste una chaqueta de cuero, pantalones (que pueden ser de cuero o no) y unos zapatos de plataforma con pinchos. Haine siempre usa guantes y también lleva anillos debajo de ellos. Tiene cuatro perforaciones en cada oreja. Siempre lleva sus armas en la parte trasera del cinturón en vez de a los lados. Como arma utiliza una pistola automática Mauser M712 blanca (conectada con una cadena a la funda y con la cual tiene el hábito de ahorcar a sus enemigos) y una Luger P08 negra.
Pero el rasgo más prominente que tiene es el collar de metal fundido a la parte trasera de su cuello, siempre lo lleva cubierto por vendas y es la única cicatriz que posee.

### Personalidad
Haine tiene una actitud de desesperanza y despreocupación hacia la vida y según sus propias palabras el futuro no le concierne. También es amargado y frío con la mayoría de la gente. Una de sus características es que (debido a sus traumas) él no puede estar ni siquiera cerca de una mujer sin enloquecer, con la excepción de Nill.
Haine también tiene otra personalidad descrita como un "perro negro salvaje". Ésta es vista en la mente de Haine como una versión suya con los ojos en blanco y con la boca extremadamente abierta y echando humo. Cada vez que está en batalla este perro habla con él para incitarlo a pelear.

### Infancia
Haine prácticamente no recuerda nada antes de que se le realizaran experimentos y aun así aparentemente también empezó a olvidar eso. Porque cuando Naoto le pregunta como salió del inframundo él le contesta que ya no sabe dónde está ese lugar. Lo poco que recuerda Haine se ha empezado a mostrar en los últimos capítulos:
Haine se despierta en un lugar oscuro. Después llega a un lugar con luz donde conoce a Lily y a los otros niños. Al ver que Lily tiene un gran collar de metal en el cuello le dice que le parece extraño que ella lo tenga. A lo que Lily le contesta sonriendo que él también tiene uno (nótese que el collar que tienen Lily, Haine y los otros niños es mucho más grande que el collar que luego muestran Haine y Giovanni). Momentos después son atacados por un monstruo gigante que golpea a Lily, que estaba en frente de Haine. Segundos después el monstruo recibe un electrochoque y entonces se muestra Angélica Einstellsehn. Ella les dice que la disculpen por no haberlo entrenado bien (al monstruo), ella suelta a más monstruos y Lily, que parecía muerta se levanta para empezar a desgarrar la espalda de los monstruos. En medio de la pelea, Angélica abraza a Haine y le dice que si lucha y gana lo amara por siempre, también le dice que aunque él no haya sido el que mejor se adapta a la espina espera que él demuestre ser el mejor, Haine empieza a luchar y cuando todo termina Lily le pregunta llorando qué pasó, entonces termina el flashback.

### Habilidades
Haine tiene una espina dorsal especial llamada "cerberus". Ésta le da agilidad y fuerza mejoradas (las personas con ésta han demostrado ser capaces de saltar desde edificios sin un rasguño y Haine en especial es extremadamente fuerte, lo suficiente como para partir a una persona en dos con las manos desnudas). Pero la habilidad más demostrada a través de la serie es la regeneración (le ha hecho ganar el sobrenombre de "señor inmatable" de parte de Bado). Haine es capaz de regenerarse de heridas de balas y acuchilladas (incluso en puntos vitales como el pecho o la garganta) en cuestión de segundos e incluso aparentemente fue capaz de revivir cuando su corazón se detuvo, una característica extraña de esta habilidad es que cada vez que una herida grande se cierra hecha humo, como si la herida estuviera quemándose. Aun así, según Haine, si se destruye la cabeza o al menos la mitad del cuerpo él podría morir.

### Relaciones con otros personajes
Con Bado
Bado es uno de los personajes que más se relacionan con Haine en la serie, aun así cuando Mihai le pregunta cómo es él, Bado le contesta que casi no lo conoce. Esta relación se demuestra más en el volumen original cuando Bado está siendo perseguido por unos mafiosos, con la excusa de que Haine es mejor en el "trabajo físico", le pide por teléfono que lo ayude, a lo que él se rehúsa porque según él no había dormido en dos días, según Bado él estaba en medio de una borrachera. Esto es al revés con Haine (debido a la personalidad idiótica de Bado) ya que él lo obligó a luchar (sacándole los cigarrillos) cuando fue a rescatar a Nill con la excusa de que tenían que mejorar su trabajo en equipo (Bado había mencionado esto antes pero aparentemente Haine ni siquiera se había preocupado por escucharlo). Aun así Bado también es capaz de perder la paciencia con él, cuando él y Naoto se miraban de una manera fría Bado les dice: "¿Hasta cuándo van a intentar asesinarse con sus miradas?" ellos no le prestan atención por lo que les dice: "Hey, Hey, Hey, perdón por interrumpirlos chicos; como sea, mírate señor inmatable. Tienes que hacer algo con esa apariencia ensangrentada y disparada que llevas, al menos tienes otra muda de ropas en la iglesia, ¿no?; después de eso ustedes pueden hacer lo que quieran mientras no me molesten, córtense, dispárense, no me importa". Bado también es un poco escéptico a la historia que le cuenta Haine sobre su niñez, diciendo que parece muy "salida de un cómic".
Con Bishop
Bishop es uno de los personajes que probablemente conozcan más a Haine, y es quien muchas veces les da trabajo a él y Bado (incluso pagando más de lo que habían acordado). También es Bishop el que protege a Nill y quien normalmente también aloja a ellos dos, Haine incluso transformó la iglesia en un lugar donde se guardan armas aunque no lo quisiera: "No te aproveches de mi ceguera para transformar este lugar sagrado en un depósito de armas". Haine también llama a Bishop "Maestro" (Sensei) y también le pregunta si alguna vez ha visto a Dios, a lo que él le contesta: "Dios, ¿eh?, he estado en este trabajo por mucho tiempo... pero nunca lo he visto, quizá no le agrado". Haine también se molesta con Bishop por su complejo de Lolita muchas veces llamándolo "sacerdote pedófilo". Aun así se nota que él confía en Bishop, ya que cuando unos mafiosos lo atrapan y le dicen que atraparán a Nill les dice que: "Sí, en verdad es una cabaña [la iglesia], pero tiene un protector bastante feroz. Aunque sea un poco estúpido y tenga complejo de Lolita".